# Tsiy-William Ndenge
Tsiy-William Ndenge (Köln, 1997. június 13. –) német korosztályos válogatott labdarúgó, a svájci Grasshoppers középpályása.

## Pályafutása

### Klubcsapatokban
Ndenge a németországi Köln városában született. Az ifjúsági pályafutását a BSC Bliesheim, a Bayer Leverkusen és a TSC Euskirchen csapatában kezdte, majd 2013-ban a Borussia Mönchengladbach akadémiájánál folytatta.
2015-ben mutatkozott be a Borussia Mönchengladbach tartalék, majd 2016-ban az első osztályban szereplő felnőtt csapatában. A 2017–18-as szezonban a holland Rodánál szerepelt kölcsönben. Először a 2017. augusztus 13-ai, Zwolle ellen 4–2-re elvesztett mérkőzés 70. percében, Daryl Werker cseréjeként lépett pályára. Első gólját 2017. október 1-jén, a Sparta Rotterdam ellen 2–1-re megnyert találkozón szerezte meg. 2018-ban a svájci első osztályban érdekelt Luzern csapatához igazolt. 2019. február 16-án, a Lugano ellen 3–0-ás vereséggel zárult bajnokin debütált.
2022. július 1-jén egyéves szerződést kötött a Grasshoppers együttesével. Először a 2022. július 24-ei, szintén a Lugano ellen 2–1-re megnyert mérkőzésen lépett pályára. 2022. augusztus 6-án, a St. Gallen ellen 3–2-es győzelemmel zárult találkozón két gólt is szerzett.

### A válogatottban
Ndenge az U19-es és az U20-as korosztályú válogatottban is képviselte Németországot.

## Statisztikák
2023. május 29. szerint
| Klub              | Szezon   | Osztály            | Bajnokság | Bajnokság | Kupa és Ligakupa | Kupa és Ligakupa | Nemzetközi | Nemzetközi | Összesen | Összesen |
| Klub              | Szezon   | Osztály            | Meccs     | Gól       | Meccs            | Gól              | Meccs      | Gól        | Meccs    | Gól      |
| ----------------- | -------- | ------------------ | --------- | --------- | ---------------- | ---------------- | ---------- | ---------- | -------- | -------- |
| Roda (kölcsönben) | 2017–18  | Eredivisie         | 34        | 2         | 3                | 2                | —          | —          | 37       | 4        |
| Luzern            | 2018–19  | Swiss Super League | 14        | 0         | 2                | 0                | —          | —          | 16       | 0        |
| Luzern            | 2019–20  | Swiss Super League | 11        | 0         | 0                | 0                | 3          | 0          | 14       | 0        |
| Luzern            | 2020–21  | Swiss Super League | 8         | 0         | 0                | 0                | —          | —          | 8        | 0        |
| Luzern            | 2021–22  | Swiss Super League | 6         | 0         | 0                | 0                | —          | —          | 6        | 0        |
| Luzern            | Összesen | Összesen           | 39        | 0         | 2                | 0                | 3          | 0          | 44       | 0        |
| Grasshoppers      | 2022–23  | Swiss Super League | 27        | 4         | 2                | 0                | —          | —          | 29       | 4        |
| Összesen          | Összesen | Összesen           | 100       | 6         | 7                | 2                | 3          | 0          | 110      | 8        |

## Sikerei, díjai
Luzern
- Svájci Kupa
  - Győztes (1): 2020–21

## Fordítás
Ez a szócikk részben vagy egészben  a   Tsiy-William Ndenge című angol Wikipédia-szócikk fordításán alapul.  Az eredeti cikk szerkesztőit annak laptörténete sorolja fel. Ez a jelzés csupán a megfogalmazás eredetét és a szerzői jogokat jelzi, nem szolgál a cikkben szereplő információk forrásmegjelöléseként.